# Liga Europa da UEFA de 2013–14
A Liga Europa da UEFA de 2013–14 foi a quinta edição da competição com esse formato e com esse nome (anteriormente chamada de Taça UEFA). A final foi disputada no Juventus Stadium em Turim e foi vencida pela equipe do Sevilla .
Com destaque à equipa do Estoril Praia pela sua primeira participação nas competições europeias.

## Distribuição de vagas
Um total de 194 times de 53 associações da UEFA participam desta edição da Liga Europa. A associação é rankeada baseado no Coeficientes da UEFA, é usado para determinar o número de times participantes para cada associação.
- Associações de 1-6, três times se classificam.
- Associações de 7-9, quatro times se classificam.
- Associações 10-51 (exceto Liechtenstein), três times se classificam.
- Associações de 52-53, dois times se classificam.
- Liechtenstein tem uma equipe de qualificar (como se organiza apenas uma taça nacional e não liga).
- As três primeiras associações do Ranking de "Fair Play" da UEFA de 2012–13 ficam cada com uma vaga adicional.
- Além disso, 33 equipes eliminadas da UEFA Champions League são transferidos para a Liga Europa.

| Rank | Associação    | Coeff. | Equipes | Notas |
| ---- | ------------- | ------ | ------- | ----- |
| 1    | Inglaterra    | 84.410 | 3       |       |
| 2    | Espanha       | 84.186 | 3       |       |
| 3    | Alemanha      | 75.186 | 3       |       |
| 4    | Itália        | 59.981 | 3       |       |
| 5    | Portugal      | 55.346 | 3       |       |
| 6    | França        | 54.178 | 3       |       |
| 7    | Rússia        | 47.832 | 4       |       |
| 8    | Países Baixos | 45.515 | 4       |       |
| 9    | Ucrânia       | 45.133 | 4       |       |
| 10   | Grécia        | 37.100 | 3       |       |
| 11   | Turquia       | 34.050 | 3       |       |
| 12   | Bélgica       | 32.400 | 3       |       |
| 13   | Dinamarca     | 27.525 | 3       |       |
| 14   | Suíça         | 26.800 | 3       |       |
| 15   | Áustria       | 26.325 | 3       |       |
| 16   | Chipre        | 25.499 | 3       |       |
| 17   | Israel        | 22.000 | 3       |       |
| 18   | Escócia       | 21.141 | 3       |       |

| Pos | Associação           | Coeff. | Times | Notas  |
| --- | -------------------- | ------ | ----- | ------ |
| 19  | República Checa      | 20.350 | 3     |        |
| 20  | Polónia              | 19.916 | 3     |        |
| 21  | Croácia              | 18.874 | 3     |        |
| 22  | Roménia              | 18.824 | 3     |        |
| 23  | Bielorrússia         | 18.208 | 3     |        |
| 24  | Suécia               | 15.900 | 3     | +1(FP) |
| 25  | Eslováquia           | 14.874 | 3     |        |
| 26  | Noruega              | 14.675 | 3     | +1(FP) |
| 27  | Sérvia               | 14.250 | 3     |        |
| 28  | Bulgária             | 14.250 | 3     |        |
| 29  | Hungria              | 9.750  | 3     |        |
| 30  | Finlândia            | 9.133  | 3     | +1(FP) |
| 31  | Geórgia              | 8.666  | 3     |        |
| 32  | Bósnia e Herzegovina | 8.416  | 3     |        |
| 33  | Irlanda              | 7.375  | 3     |        |
| 34  | Eslovénia            | 7.124  | 3     |        |
| 35  | Lituânia             | 6.875  | 3     |        |
| 36  | Moldávia             | 6.749  | 3     |        |

| Rank | Associacão       | Coeff. | Times | Notas |
| ---- | ---------------- | ------ | ----- | ----- |
| 37   | Azerbaijão       | 6.207  | 3     |       |
| 38   | Letónia          | 5.874  | 3     |       |
| 39   | Macedônia        | 5.666  | 3     |       |
| 40   | Cazaquistão      | 5.333  | 3     |       |
| 41   | Islândia         | 5.332  | 3     |       |
| 42   | Montenegro       | 4.375  | 3     |       |
| 43   | Liechtenstein    | 4.000  | 1     |       |
| 44   | Albânia          | 3.916  | 3     |       |
| 45   | Malta            | 3.083  | 3     |       |
| 46   | País de Gales    | 2.749  | 3     |       |
| 47   | Estónia          | 2.666  | 3     |       |
| 48   | Irlanda do Norte | 2.583  | 3     |       |
| 49   | Luxemburgo       | 2.333  | 3     |       |
| 50   | Armênia          | 2.208  | 3     |       |
| 51   | Ilhas Faroé      | 1.416  | 3     |       |
| 52   | Andorra          | 1.000  | 2     |       |
| 53   | San Marino       | 0.916  | 2     |       |
| 54   | Gibraltar        | 0.000  | 0     |       |

Notas
- FP: Vaga adicional via "Ranking do Fair Play" (Suécia, Noruega, Finlândia)[2]

## Eliminatórias
Nas pré-eliminatórias e no play-off, as equipes são divididas em equipas cabeças de série e equipas não cabeças de série com base no seu coeficiente da UEFA em 2013, sendo sorteadas uma equipa de cada grupo que se enfrentam numa eliminatória a duas mãos. As equipas da mesma federação não se podem defrontar nesta fase.

### Primeira pré-eliminatória
76 equipes entram na primeira pré-eliminatória.
As partidas de ida serão realizadas em 2 e 4 de julho e as partidas de volta serão realizadas em 9 e 11 de julho de 2013.
| Equipe 1            | Total       | Equipe 2           | 1.º jogo | 2.º jogo |
| ------------------- | ----------- | ------------------ | -------- | -------- |
| Víkingur            | 2–1         | Inter Turku        | 1–1      | 1–0      |
| Žalgiris Vilnius    | 4–3         | St Patrick's       | 2–2      | 2–1      |
| Airbus UK Broughton | 1–1 (gf)    | Ventspils          | 1–1      | 0–0      |
| Narva Trans         | 1–81        | Gefle              | 0–3      | 1–5      |
| KR                  | 3–0         | Glentoran          | 0–0      | 3–0      |
| Chikhura Sachkhere  | (gf) 1–1    | Vaduz              | 0–0      | 1–1      |
| Milsami Orhei       | 1–0         | F91 Dudelange      | 1–0      | 0–0      |
| Metalurg Skopje     | 0–2         | Qarabağ            | 0–1      | 0–1      |
| Videoton            | 2–2 (gf)    | Mladost Podgorica  | 2–1      | 0–1      |
| Flora Tallinn       | 1–1 (gf)    | Kukësi             | 1–1      | 0–0      |
| Teteks              | 1–2         | Pyunik             | 1–1      | 0–1      |
| Teuta Durrës        | 3–3 (gf)    | Dacia Chişinău     | 3–1      | 0–2      |
| Sarajevo            | 3–1         | Libertas           | 1–0      | 2–1      |
| Sliema Wanderers    | 1–2         | Khazar Lankaran    | 1–1      | 0–1      |
| Levski Sofia        | 0–2         | Irtysh Pavlodar    | 0–0      | 0–2      |
| Hibernians          | 3–7         | Vojvodina          | 1–4      | 2–3      |
| Astana              | 0–6         | Botev Plovdiv      | 0–1      | 0–5      |
| UE Santa Coloma     | 1–4         | Zrinjski Mostar    | 1–3      | 0–1      |
| Domžale             | 0–3         | Astra Giurgiu      | 0–1      | 0–2      |
| Rudar Pljevlja      | 2–1         | FC Mika            | 1–0      | 1–1      |
| Breiðablik          | 4–0         | FC Santa Coloma    | 4–0      | 0–0      |
| Drogheda United     | 0–2         | Malmö              | 0–0      | 0–2      |
| Inter Baku          | 3–11        | Mariehamn          | 1–1      | 2–0      |
| ÍF                  | 0–5         | Linfield           | 0–2      | 0–3      |
| Prestatyn Town      | 3–3 (4–3 p) | Liepājas Metalurgs | 1–2      | 2–2      |
| Tromsø              | 13–2        | Celje              | 1–2      | 2–0      |
| Tiraspol            | 1–1 (2–4 p) | Skonto             | 0–1      | 1–0      |
| Crusaders           | 3–9         | Rosenborg          | 1–2      | 2–7      |
| ÍBV                 | 2–1         | HB                 | 1–1      | 1–0      |
| Jeunesse Esch       | 3–2         | TPS                | 2–0      | 1–2      |
| Bala Town           | 2–3         | Levadia Tallinn    | 1–0      | 1–3      |
| Kruoja Pakruojis    | 0–8         | Dínamo Minsk       | 0–3      | 0–5      |
| La Fiorita          | 0–4         | Valletta           | 0–3      | 0–1      |
| Laçi                | 1–3         | Differdange 03     | 0–1      | 1–2      |
| Gandzasar           | 2–4         | Aktobe             | 1–2      | 1–2      |
| Čelik Nikšić        | 1–13        | Honvéd             | 1–4      | 0–9      |
| Torpedo Kutaisi     | 3–6         | Žilina             | 0–3      | 3–3      |
| Sūduva              | 4–4 (4–5 p) | Turnovo            | 2–2      | 2–2      |

### Segunda pré-eliminatória
80 equipes jogam na segunda pré-eliminatória: 42 equipes que entram nesta rodada, e os 38 vencedores da primeira pré-eliminatória.
As partidas de ida serão realizadas em 16 e 18 de julho e as partidas de volta serão realizadas em 25 de julho de 2013.
| Equipe 1              | Total       | Equipe 2           | 1.º jogo | 2.º jogo  |
| --------------------- | ----------- | ------------------ | -------- | --------- |
| Häcken                | 3–2         | Sparta Praga       | 2–2      | 1–0       |
| Sarajevo              | 2–3         | Kukësi             | 2–3      | 0–0       |
| Thun                  | 5–1         | Chikhura Sachkhere | 2–0      | 3–1       |
| Xanthi                | (gf) 2–2    | Linfield           | 0–1      | 2–1 (pro) |
| IL Hødd               | 1–2         | Aktobe             | 1–0      | 0–2       |
| Dila Gori             | 3–0         | AaB                | 3–0      | 0–0       |
| Maccabi Haifa         | 10–0        | Khazar Lankaran    | 2–0      | 8–0       |
| Hajduk Split          | 3–2         | Turnovo            | 2–1      | 1–1       |
| Ventspils             | 5–1         | Jeunesse Esch      | 1–0      | 4–1       |
| Astra Giurgiu         | 3–2         | Omonia             | 1–1      | 2–1       |
| Skonto                | 2–2 (gf)    | Slovan Liberec     | 2–1      | 0–1       |
| Pandurii Târgu Jiu    | 4–0         | Levadia Tallinn    | 0–0      | 4–0       |
| Śląsk Wrocław         | 6–2         | Rudar Pljevlja     | 4–0      | 2–2       |
| Malmö                 | 9–0         | Hibernian          | 2–0      | 7–0       |
| Jagodina              | 2–4         | Rubin Kazan        | 2–3      | 0–1       |
| Strømsgodset          | 5–2         | Debrecen           | 2–2      | 3–0       |
| Petrolul Ploiești     | 7–0         | Víkingur           | 3–0      | 4–0       |
| Rijeka                | 8–0         | Prestatyn Town     | 5–0      | 3–0       |
| Žalgiris Vilnius      | 3–1         | Pyunik             | 2–0      | 1–1       |
| Beroe Stara Zagora    | 3–6         | Hapoel Tel Aviv    | 1–4      | 2–2       |
| Honka                 | 2–5         | Lech Poznań        | 1–3      | 1–2       |
| Crvena Zvezda         | 2–0         | ÍBV                | 2–0      | 0–0       |
| Shakhtyor Salihorsk   | 2–2 (2–4 p) | Milsami Orhei      | 1–1      | 1–1       |
| Vojvodina             | 5–1         | Honvéd             | 2–0      | 3–1       |
| Olimpija Ljubljana    | 3–3 (gf)    | Žilina             | 3–1      | 0–2       |
| Inter Baku            | 1–21        | Tromsø             | 0–2      | 1–0       |
| FC Chornomorets Odesa | 3–2         | Dacia Chişinău     | 2–0      | 1–2       |
| IFK Göteborg          | 1–2         | Trenčín            | 0–0      | 1–2       |
| Dínamo Minsk          | (gf) 4–4    | Lokomotiva         | 1–2      | 3–2       |
| KR                    | 2–6         | Standard de Liège  | 1–3      | 1–3       |
| Zrinjski Mostar       | 1–3         | Botev Plovdiv      | 1–1      | 0–2       |
| Qarabağ               | 4–3         | Piast Gliwice      | 2–1      | 2–2 (pro) |
| Rosenborg             | 1–2         | St. Johnstone      | 0–1      | 1–1       |
| Trabzonspor           | 7–2         | Derry City         | 4–2      | 3–0       |
| Valletta              | 1–3         | Minsk              | 1–1      | 0–2       |
| Senica                | 2–3         | Mladost Podgorica  | 2–2      | 0–1       |
| Anorthosis            | 3–41        | Gefle              | 3–0      | 0–4       |
| Sturm Graz            | 0–1         | Breiðablik         | 0–0      | 0–1       |
| Irtysh Pavlodar       | 3–4         | NK Široki Brijeg   | 3–2      | 0–2       |
| Differdange 03        | 5–4         | Utrecht            | 2–1      | 3–3       |

### Terceira pré-eliminatória
58 equipes jogam na terceira pré-eliminatória: 18 equipes que entram nesta rodada, e os 40 vencedores da segunda pré-eliminatória.
O sorteio para este fase ocorreu em 19 de julho em Nyon. As partidas de ida serão realizadas em 1 de agosto e as partidas de volta serão realizadas em 8 de agosto de 2013.
| Equipe 1            | Total        | Equipe 2          | 1.º jogo | 2.º jogo |
| ------------------- | ------------ | ----------------- | -------- | -------- |
| Chornomorets Odessa | 3–1          | Crvena Zvezda     | 3–1      | 0–0      |
| NK Široki Brijeg    | 1–7          | Udinese           | 1–3      | 0–4      |
| Ventspils           | 0–3          | Maccabi Haifa     | 0–0      | 0–3      |
| Dínamo Minsk        | 0–1          | Trabzonspor       | 0–1      | 0–0      |
| Śląsk Wrocław       | 4–3          | Club Brugge       | 1–0      | 3–3      |
| Trenčín             | 3–5          | Astra Giurgiu     | 1–3      | 2–2      |
| Swansea City        | 4–0          | Malmö             | 4–0      | 0–0      |
| Petrolul Ploiești   | 3–2          | Vitesse           | 1–1      | 2–1      |
| Slovan Liberec      | 4–2          | Zürich            | 2–1      | 2–1      |
| Aktobe              | 1–1 (2–1 p)  | Breiðablik        | 1–0      | 0–1      |
| Randers             | 1–4          | Rubin Kazan       | 1–2      | 0–2      |
| Žalgiris Vilnius    | 2–2 (g.f)    | Lech Poznań       | 1–0      | 1–2      |
| Sevilla             | 9–1          | Mladost Podgorica | 3–0      | 6–1      |
| Hajduk Split        | 0–2          | Dila Gori         | 0–1      | 0–1      |
| Kukësi              | 2–1          | Metallurg Donetsk | 2–0      | 0–1      |
| Pandurii Târgu Jiu  | 3–2          | Hapoel Tel Aviv   | 1–1      | 2–1      |
| Tromsø              | 1–1 (4–3 p)1 | Differdange 03    | 1–0      | 0–1      |
| Motherwell          | 0–3          | Kuban Krasnodar   | 0–2      | 0–1      |
| Saint-Étienne       | 6–0          | Milsami Orhei     | 3–0      | 3–0      |
| Jablonec            | 5–2          | Strømsgodset      | 2–1      | 3–1      |
| Qarabağ             | 3–01         | Gefle             | 1–0      | 2–0      |
| Rijeka              | 3–2          | Žilina            | 2–1      | 1–1      |
| Asteras Tripolis    | 2–4          | Rapid Wien        | 1–1      | 1–3      |
| Botev Plovdiv       | 1–1 (g.f)    | Stuttgart         | 1–1      | 0–0      |
| Estoril             | 1–0          | Hapoel Ramat Gan  | 0–0      | 1–0      |
| Vojvodina           | 5-2          | Bursaspor         | 2–2      | 3–0      |
| Xanthi              | 2–4          | Standard de Liège | 1–2      | 1–2      |
| Häcken              | 1-3          | Thun              | 1–2      | 0–1      |
| Minsk               | 1–1 (3–2 p)  | St. Johnstone     | 0–1      | 1–0      |

### Play-off
62 equipes jogam no play-off rodada: 18 times que entram nesta rodada, os 29 vencedores da terceira pré-eliminatória, e os 15 perdedores da pré-eliminatória da Liga dos Campeões da UEFA de 2013–14.
O sorteio para esta fase ocorreu em 9 de agosto de 2013. As partidas de ida serão realizadas em 20 de agosto e as partidas de volta serão disputadas uma semana depois em 29 de agosto de 2013.
| Equipe 1            | Total       | Equipe 2              | 1.º jogo | 2.º jogo |
| ------------------- | ----------- | --------------------- | -------- | -------- |
| Kuban Krasnodar     | 3-1         | Feyenoord             | 1-0      | 2-1      |
| Apollon             | 2-1         | Nice                  | 2-0      | 0-1      |
| Elfsborg            | 2-1         | Nordsjælland          | 1-1      | 1-0      |
| Jablonec            | 1-8         | Real Betis            | 1-2      | 0-6      |
| Molde               | 0-5         | Rubin Kazan           | 0-2      | 0-3      |
| Maccabi Haifa       | 3-1         | Astra Giurgiu         | 2-0      | 1-1      |
| Zulte-Waregem       | 3-2         | APOEL                 | 1-1      | 2-1      |
| Aktobe              | 3-8         | Dynamo Kyiv           | 2-3      | 1-5      |
| Śląsk Wrocław       | 1-9         | Sevilla               | 1-4      | 0-5      |
| Rijeka              | 4-1         | Stuttgart             | 2-1      | 2-2      |
| Vojvodina           | 2-3         | Sheriff               | 1-1      | 1-2      |
| Udinese             | 2-4         | Slovan Liberec        | 1-3      | 1-1      |
| Rapid Wien          | 4-0         | Dila Gori             | 1-0      | 3-0      |
| Swansea City        | 6-3         | Petrolul Ploiești     | 5-1      | 1-2      |
| Salzburg            | 7-0         | Žalgiris Vilnius      | 5-0      | 2-0      |
| Chornomorets Odessa | 1–1 (6–7 p) | Skënderbeu            | 1-0      | 0-1      |
| Trabzonspor         | 5-1         | Kukësi                | 2-0      | 3-1      |
| Dinamo Tbilisi      | 0-8         | Tottenham Hotspur     | 0-5      | 0-3      |
| Tromsø              | 2-3         | Besiktas              | 2-1      | 0-2      |
| Atromitos           | 3-3 (g.f.)  | AZ                    | 1-3      | 2-0      |
| Qarabağ             | 1-4         | Frankfurt             | 0-2      | 1-2      |
| Esbjerg             | 5-3         | Saint-Étienne         | 4-3      | 1-0      |
| Estoril             | 4-1         | FC Pasching           | 2-0      | 2-1      |
| Pandurii Târgu Jiu  | 2–1 (pro)   | Sporting de Braga     | 0-1      | 2-0      |
| FH                  | 2-7         | Genk                  | 0-2      | 2-5      |
| Minsk               | 1-5         | Standard de Liège     | 0-2      | 1-2      |
| St. Gallen          | 5-3         | Spartak Moscou        | 1-1      | 4-2      |
| Grasshoppers        | 2-2 (g.f.)  | Fiorentina            | 1-2      | 1-0      |
| Nõmme Kalju         | 1-5         | Dnipro Dnipropetrovsk | 1-3      | 0-2      |
| Partizan            | 1-3         | Thun                  | 1-0      | 0-3      |

## Fase de Grupos
Os vencedores do "play-off", os dez clubes derrotados no "play-off" da Liga dos Campeões da UEFA de 2013–14 e as equipes que entram nesta fase compõem o lote de 48 clubes que participam no sorteio da fase de grupos, no Fórum Grimaldi.
Em resultado dos processos disciplinares impostos a  Besiktas e Fenerbahçe, estes clubes foram retirados da competição. O Tromsø, equipa eliminada pelo Besiktas no pla-off, ocupará o seu lugar, enquanto o APOEL de Nicósia substitui o Fenerbahçe após sorteio entre todas as equipas vencidas no play-off.
As 48 equipas foram divididas em quatro potes de acordo com o sistema de coeficientes da UEFA, com cada uma a ser sorteada para um dos 12 grupos. Nenhuma equipe pode defrontar outra do mesmo país. Depois de concluído o sorteio, o computador determinou a posição final dos clubes no seu grupo e também a ordem dos jogos em casa e fora.
O sorteio foi realizado em 30 de agosto de 2013 no Mónaco.
Em cada grupo, as equipes jogarão entre si em jogos de ida e volta. As jornadas são em 19 de setembro, 3 de outubro, 24 de outubro, 07 de novembro, 28 de novembro e 12 de dezembro de 2013. Os vencedores de cada grupo e os segundos colocados vão para a rodada de 32-avos, onde serão acompanhados pelas 8 equipes terceiro colocadas da fase de grupos da Liga dos Campeões.
Se duas ou mais equipes terminarem iguais em pontos no final dos jogos do grupo, os seguintes critérios serão aplicados para determinar o ranking (em ordem decrescente):
1. maior número de pontos obtidos nos jogos entre as equipes em questão;
2. saldo de gols superior dos jogos disputados entre as equipes em questão;
3. maior número de gols marcados nos jogos disputados entre as equipes em questão;
4. maior número de gols marcados fora de casa nos jogos disputados entre as equipes em questão;
5. se, após a aplicação dos critérios de 1) a 4) para várias equipes, duas equipes ainda têm um ranking igual, os critérios de 1) a 4) serão reaplicados para determinar o ranking destas equipes;
6. saldo de gols de todos os jogos disputados no grupo;
7. maior número de gols marcados em todos os jogos disputados no grupo;
8. maior número de pontos acumulados pelo clube em questão, bem como a sua associação, ao longo das últimas cinco temporadas.

| Pote 1 | Pote 2 | Pote 3 | Pote 4 |
| --- | --- | --- | --- |
| - Valência - Lyon - Tottenham Hotspur - Dinamo Kiev - PSV Eindhoven - Bordéus - Rubin Kazan - Sevilla - Standard de Liège - Fiorentina - Lazio - AZ Alkmaar | - Swansea City - APOEL - PAOK - Red Bull Salzburg - Genk - Dínamo Zagreb - Dnipro Dnipropetrovsk - Trabzonspor - Anzhi - Real Betis - Wigan - Freiburg | - Kuban Krasnodar - Eintracht Frankfurt - Vitória Guimarães - Legia Varsóvia - Maccabi Haifa - Rapid Viena - Paços de Ferreira - Estoril-Praia - Sheriff Tiraspol - Chornomorets Odessa - Maribor - Elfsborg | - St. Gallen - Maccabi Telavive - Slovan Liberec - FC Thun - Zulte-Waregem - Apollon Limassol - Tromsø - Esbjerg - Rijeka - Pandurii Târgu Jiu - Ludogorets Razgrad - Shakhter Karagandy |

| Legenda                                  |
| ---------------------------------------- |
| Classificados à fase de 16-avos de final |
| Eliminados                               |

### Grupo A
| Equipe          | Pts | J | V | E | D | GP | GC | SG |
| --------------- | --- | - | - | - | - | -- | -- | -- |
| Valência        | 13  | 6 | 4 | 1 | 1 | 12 | 7  | +5 |
| Swansea         | 8   | 6 | 2 | 2 | 2 | 6  | 4  | +2 |
| Kuban Krasnodar | 6   | 6 | 1 | 3 | 2 | 7  | 7  | 0  |
| St. Gallen      | 6   | 6 | 2 | 0 | 4 | 6  | 13 | -7 |

|                 | VAL | SWA | KUB | GAL |
| --------------- | --- | --- | --- | --- |
| Valência        | –   | 0x3 | 1x1 | 5x1 |
| Swansea         | 0x1 | –   | 1x1 | 1x0 |
| Kuban Krasnodar | 0x2 | 1x1 | –   | 4x0 |
| St. Gallen      | 2x3 | 1x0 | 2x0 | –   |

### Grupo B
| Equipe              | Pts | J | V | E | D | GP | GC | SG |
| ------------------- | --- | - | - | - | - | -- | -- | -- |
| Ludogorets Razgrad  | 16  | 6 | 5 | 1 | 0 | 11 | 2  | +9 |
| Chornomorets Odessa | 10  | 6 | 3 | 1 | 2 | 6  | 6  | 0  |
| PSV Eindhoven       | 7   | 6 | 2 | 1 | 3 | 4  | 5  | -1 |
| Dínamo Zagreb       | 1   | 6 | 0 | 1 | 5 | 3  | 10 | -7 |

|                     | LUD | CHO | PSV | ZAG |
| ------------------- | --- | --- | --- | --- |
| Ludogorets Razgrad  | –   | 1x1 | 2x0 | 3x0 |
| Chornomorets Odessa | 0-1 | –   | 0x2 | 2x1 |
| PSV Eindhoven       | 0x2 | 0x1 | –   | 2x0 |
| Dínamo Zagreb       | 1x2 | 1x2 | 0x0 | –   |

### Grupo C
| Equipe            | Pts | J | V | E | D | GP | GC | SG  |
| ----------------- | --- | - | - | - | - | -- | -- | --- |
| Red Bull Salzburg | 18  | 6 | 6 | 0 | 0 | 15 | 3  | +12 |
| Esbjerg           | 12  | 6 | 4 | 0 | 2 | 8  | 8  | 0   |
| Elfsborg          | 4   | 6 | 1 | 1 | 4 | 5  | 10 | -5  |
| Standard de Liège | 1   | 6 | 0 | 1 | 5 | 6  | 12 | -6  |

|                   | SAL | ESB | ELF | LIE |
| ----------------- | --- | --- | --- | --- |
| Red Bull Salzburg | –   | 3x0 | 4x0 | 2x1 |
| Esbjerg           | 1x2 | –   | 1x0 | 2x1 |
| Elfsborg          | 0x1 | 1x2 | –   | 1x1 |
| Standard de Liège | 1x3 | 1x2 | 1x3 | –   |

### Grupo D
| Equipe        | Pts | J | V | E | D | GP | GC | SG  |
| ------------- | --- | - | - | - | - | -- | -- | --- |
| Rubin Kazan   | 14  | 6 | 4 | 2 | 0 | 14 | 4  | +10 |
| Maribor       | 7   | 6 | 2 | 1 | 3 | 9  | 12 | -3  |
| Zulte-Waregem | 7   | 6 | 2 | 1 | 3 | 4  | 10 | -6  |
| Wigan         | 5   | 6 | 1 | 2 | 3 | 6  | 7  | -1  |

|               | KAZ | MAR | ZUL | WIG |
| ------------- | --- | --- | --- | --- |
| Rubin Kazan   | –   | 1x1 | 4x0 | 1x0 |
| Maribor       | 2x5 | –   | 0x1 | 2x1 |
| Zulte-Waregem | 0x2 | 1x3 | –   | 0x0 |
| Wigan         | 1x1 | 3x1 | 1x2 | –   |

### Grupo E
| Equipe                | Pts | J | V | E | D | GP | GC | SG |
| --------------------- | --- | - | - | - | - | -- | -- | -- |
| Fiorentina            | 16  | 6 | 5 | 1 | 0 | 12 | 3  | +9 |
| Dnipro Dnipropetrovsk | 12  | 6 | 4 | 0 | 2 | 11 | 5  | +6 |
| Paços de Ferreira     | 3   | 6 | 0 | 3 | 3 | 1  | 8  | -7 |
| Pandurii Târgu Jiu    | 2   | 6 | 0 | 2 | 4 | 3  | 11 | -8 |

|                       | FIO | DNP | PAÇ | PAN |
| --------------------- | --- | --- | --- | --- |
| Fiorentina            | –   | 2x1 | 3x0 | 3x0 |
| Dnipro Dnipropetrovsk | 1x2 | –   | 2x0 | 4x1 |
| Paços de Ferreira     | 0x0 | 0x2 | –   | 1x1 |
| Pandurii Târgu Jiu    | 1x2 | 0x1 | 0x0 | –   |

### Grupo F
| Equipe              | Pts | J | V | E | D | GP | GC | SG |
| ------------------- | --- | - | - | - | - | -- | -- | -- |
| Eintracht Frankfurt | 15  | 6 | 5 | 0 | 1 | 13 | 4  | +9 |
| Maccabi Tel Aviv    | 11  | 6 | 3 | 2 | 1 | 7  | 5  | +2 |
| APOEL               | 5   | 6 | 1 | 2 | 3 | 3  | 8  | -4 |
| Bordeaux            | 3   | 6 | 1 | 0 | 5 | 4  | 10 | -6 |

|                     | FRA | TEL | APO | BOR |
| ------------------- | --- | --- | --- | --- |
| Eintracht Frankfurt | –   | 2x0 | 2x0 | 3x0 |
| Maccabi Tel Aviv    | 4x2 | –   | 0x0 | 1x0 |
| APOEL               | 0x3 | 0x0 | –   | 2x1 |
| Bordeaux            | 0x1 | 1x2 | 2x1 | –   |

### Grupo G
| Equipe      | Pts | J | V | E | D | GP | GC | SG |
| ----------- | --- | - | - | - | - | -- | -- | -- |
| Genk        | 14  | 6 | 4 | 2 | 0 | 10 | 5  | +5 |
| Dinamo Kiev | 10  | 6 | 3 | 1 | 2 | 11 | 7  | +4 |
| Rapid Viena | 6   | 6 | 1 | 3 | 2 | 8  | 10 | -2 |
| FC Thun     | 3   | 6 | 1 | 0 | 5 | 3  | 10 | -7 |

|             | GNK | KIV | RAP | THU |
| ----------- | --- | --- | --- | --- |
| Genk        | –   | 3x1 | 1x1 | 2x1 |
| Dinamo Kiev | 0x1 | –   | 3x1 | 3x0 |
| Rapid Viena | 2x2 | 2x2 | –   | 2x1 |
| FC Thun     | 0x1 | 0x2 | 1x0 | –   |

### Grupo H
| Equipe              | Pts | J | V | E | D | GP | GC | SG |
| ------------------- | --- | - | - | - | - | -- | -- | -- |
| Sevilla             | 12  | 6 | 3 | 3 | 0 | 9  | 4  | +5 |
| Slovan-Liberec      | 9   | 6 | 2 | 3 | 1 | 9  | 8  | +1 |
| Sport-Club Freiburg | 6   | 6 | 1 | 3 | 2 | 5  | 8  | -3 |
| Estoril Praia       | 3   | 6 | 0 | 3 | 3 | 5  | 8  | -3 |

|                | SEV | SLO | FRI | EST |
| -------------- | --- | --- | --- | --- |
| Sevilla        | –   | 1x1 | 2x0 | 1x1 |
| Slovan Liberec | 1x1 | –   | 1x2 | 2x1 |
| Freiburg       | 0x2 | 2x2 | –   | 1x1 |
| Estoril-Praia  | 1x2 | 1x2 | 0x0 | –   |

### Grupo I
| Equipe            | Pts | J | V | E | D | GP | GC | SG |
| ----------------- | --- | - | - | - | - | -- | -- | -- |
| Lyon              | 12  | 6 | 3 | 3 | 0 | 6  | 3  | +3 |
| Real Betis        | 9   | 6 | 2 | 3 | 1 | 3  | 2  | +1 |
| Vitória Guimarães | 5   | 6 | 1 | 2 | 3 | 6  | 5  | +1 |
| Rijeka            | 4   | 6 | 0 | 4 | 2 | 2  | 7  | -5 |

|                   | LYO | RBE | GUI | RIJ |
| ----------------- | --- | --- | --- | --- |
| Lyon              | –   | 1x0 | 1x1 | 1x0 |
| Real Betis        | 0x0 | –   | 1x0 | 0x0 |
| Vitória Guimarães | 1x2 | 0x1 | –   | 4x0 |
| Rijeka            | 1x1 | 1x1 | 0x0 | –   |

### Grupo J
| Equipe           | Pts | J | V | E | D | GP | GC | SG |
| ---------------- | --- | - | - | - | - | -- | -- | -- |
| Trabzonspor      | 14  | 6 | 4 | 2 | 0 | 13 | 6  | +7 |
| Lazio            | 12  | 6 | 3 | 3 | 0 | 8  | 4  | +4 |
| Apollon Limassol | 4   | 6 | 1 | 1 | 4 | 5  | 10 | -5 |
| Legia Varsóvia   | 3   | 6 | 1 | 0 | 5 | 2  | 8  | -6 |

|                  | TRA | LAZ | APO | LEG |
| ---------------- | --- | --- | --- | --- |
| Trabzonspor      | –   | 3x3 | 4x2 | 2x0 |
| Lazio            | 0x0 | –   | 2x1 | 1x0 |
| Apollon Limassol | 1x2 | 0x0 | –   | 0x2 |
| Legia Varsóvia   | 0x2 | 0x2 | 0x1 | –   |

### Grupo K
| Equipe            | Pts | J | V | E | D | GP | GC | SG  |
| ----------------- | --- | - | - | - | - | -- | -- | --- |
| Tottenham Hotspur | 18  | 6 | 6 | 0 | 0 | 15 | 2  | +13 |
| Anzhi             | 8   | 6 | 2 | 2 | 2 | 4  | 7  | -3  |
| Sheriff Tiraspol  | 6   | 6 | 1 | 3 | 2 | 5  | 6  | -1  |
| Tromsø            | 1   | 6 | 0 | 1 | 5 | 1  | 10 | -9  |

|                   | TOT | ANZ | SHE | TRO |
| ----------------- | --- | --- | --- | --- |
| Tottenham Hotspur | –   | 4x1 | 2X1 | 3x0 |
| Anzhi             | 0x2 | –   | 1x1 | 1x0 |
| Sheriff Tiraspol  | 0x2 | 0x0 | –   | 2x0 |
| Tromsø            | 0x2 | 0X1 | 1x1 | –   |

### Grupo L
| Equipe             | Pts | J | V | E | D | GP | GC | SG |
| ------------------ | --- | - | - | - | - | -- | -- | -- |
| AZ Alkmaar         | 12  | 6 | 3 | 3 | 0 | 8  | 4  | 4  |
| PAOK               | 12  | 6 | 3 | 3 | 0 | 10 | 6  | 4  |
| Maccabi Haifa      | 5   | 6 | 1 | 2 | 3 | 6  | 9  | -3 |
| Shakhter Karagandy | 2   | 6 | 0 | 2 | 4 | 5  | 10 | -5 |

|                    | AZ  | PAO | HAI | SHA |
| ------------------ | --- | --- | --- | --- |
| AZ Alkmaar         | –   | 1x1 | 2x0 | 1x0 |
| PAOK               | 2x2 | –   | 3x2 | 2X1 |
| Maccabi Haifa      | 0x1 | 0x0 | –   | 2x1 |
| Shakhter Karagandy | 1x1 | 0x2 | 2x2 | –   |

## Fases finais
Nas fases finais, as equipes classificadas jogam em partidas eliminatórias de ida e volta, exceto no jogo final.

### Equipes classificadas
| Chave de cores                                   |
| ------------------------------------------------ |
| Cabeças de série para a fase de 16-avos de final |
| Não cabeças de série a fase de 16-avos de final  |

#### Fase de grupos da Liga Europa
| Grupo | Vencedores          | Vices                 |
| ----- | ------------------- | --------------------- |
| A     | Valência            | Swansea City          |
| B     | Ludogorets Razgrad  | Chornomorets Odessa   |
| C     | Salzburgo           | Esbjerg               |
| D     | Rubin Kazan         | Maribor               |
| E     | Fiorentina          | Dnipro Dnipropetrovsk |
| F     | Eintracht Frankfurt | Maccabi Telavive      |
| G     | Genk                | Dinamo Kiev           |
| H     | Sevilla             | Slovan Liberec        |
| I     | Lyon                | Real Betis            |
| J     | Trabzonspor         | Lazio                 |
| K     | Tottenham Hotspur   | Anzhi                 |
| L     | AZ Alkmaar          | PAOK                  |

#### Fase de grupos da Liga dos Campeões
| Grupo | Equipa           | Pts | J | V | E | D | GM | GS | DG  |
| ----- | ---------------- | --- | - | - | - | - | -- | -- | --- |
| F     | Napoli           | 12  | 6 | 4 | 0 | 2 | 10 | 9  | +1  |
| C     | Benfica          | 10  | 6 | 3 | 1 | 2 | 8  | 8  | 0   |
| A     | Shakhtar Donetsk | 8   | 6 | 2 | 2 | 2 | 7  | 6  | +1  |
| E     | Basel            | 8   | 6 | 2 | 2 | 2 | 5  | 6  | i   |
| H     | Ajax             | 8   | 6 | 2 | 2 | 2 | 5  | 8  | –3  |
| B     | Juventus         | 6   | 6 | 1 | 3 | 2 | 9  | 9  | 0   |
| G     | Porto            | 5   | 6 | 1 | 2 | 3 | 4  | 7  | –3  |
| D     | Viktoria Plzeň   | 3   | 6 | 1 | 0 | 5 | 6  | 17 | –11 |

### Esquema
| Dezasseis-avos        | Dezasseis-avos | Dezasseis-avos | Dezasseis-avos |  |                   | Oitavas-de-finais  | Oitavas-de-finais | Oitavas-de-finais | Oitavas-de-finais |  |  | Quartas-de-finais | Quartas-de-finais | Quartas-de-finais | Quartas-de-finais |  |  | Semi-finais | Semi-finais | Semi-finais | Semi-finais |  |  | Finais  | Finais |
|                       |                |                |                |  |                   |                    |                   |                   |                   |  |  |                   |                   |                   |                   |  |  |             |             |             |             |  |  |         |        |
| Porto (gf)            | 2              | 3              | 5              |  |                   |                    |                   |                   |                   |  |  |                   |                   |                   |                   |  |  |             |             |             |             |  |  |         |        |
| Eintracht Frankfurt   | 2              | 3              | 5              |  |                   | Porto              | 1                 | 2                 | 3                 |  |  |                   |                   |                   |                   |  |  |             |             |             |             |  |  |         |        |
| Swansy City           | 0              | 1              | 1              |  | Napoli            | 0                  | 2                 | 2                 |                   |  |  |                   |                   |                   |                   |  |  |             |             |             |             |  |  |         |        |
| Napoli                | 0              | 3              | 3              |  |                   |                    |                   |                   |                   |  |  | Porto             | 1                 | 1                 | 2                 |  |  |             |             |             |             |  |  |         |        |
| Maribor               | 2              | 1              | 3              |  |                   |                    |                   |                   |                   |  |  | Sevilla           | 0                 | 4                 | 4                 |  |  |             |             |             |             |  |  |         |        |
| Sevilla               | 2              | 2              | 4              |  |                   | Sevilla (gp)       | 0                 | 2                 | 2(4)              |  |  |                   |                   |                   |                   |  |  |             |             |             |             |  |  |         |        |
| Real Betis            | 1              | 2              | 3              |  | Real Betis        | 2                  | 0                 | 2(3)              |                   |  |  |                   |                   |                   |                   |  |  |             |             |             |             |  |  |         |        |
| Rubin Kazan           | 1              | 0              | 1              |  |                   |                    |                   |                   |                   |  |  |                   |                   |                   |                   |  |  | Sevilla     | 2           | 1           | 3 (gf.)     |  |  |         |        |
| Maccabi Telavive      | 0              | 0              | 0              |  |                   |                    |                   |                   |                   |  |  |                   |                   |                   |                   |  |  | Valencia    | 0           | 3           | 3           |  |  |         |        |
| Basel                 | 0              | 3              | 3              |  |                   | Basel              | 0                 | 2                 | 2                 |  |  |                   |                   |                   |                   |  |  |             |             |             |             |  |  |         |        |
| Ajax                  | 0              | 1              | 1              |  | Red Bull Salzburg | 0                  | 1                 | 1                 |                   |  |  |                   |                   |                   |                   |  |  |             |             |             |             |  |  |         |        |
| Red Bull Salzburg     | 3              | 3              | 6              |  |                   |                    |                   |                   |                   |  |  | Basel             | 3                 | 0                 | 3                 |  |  |             |             |             |             |  |  |         |        |
| Lazio                 | 0              | 3              | 3              |  |                   |                    |                   |                   |                   |  |  | Valencia a.p.     | 0                 | 5                 | 5                 |  |  |             |             |             |             |  |  |         |        |
| Ludogorets Razgrad    | 1              | 3              | 4              |  |                   | Ludogorets Razgrad | 0                 | 0                 | 0                 |  |  |                   |                   |                   |                   |  |  |             |             |             |             |  |  |         |        |
| Dynamo Kyiv           | 0              | 0              | 0              |  | Valencia          | 3                  | 1                 | 4                 |                   |  |  |                   |                   |                   |                   |  |  |             |             |             |             |  |  |         |        |
| Valencia              | 2              | 0              | 2              |  |                   |                    |                   |                   |                   |  |  |                   |                   |                   |                   |  |  |             |             |             |             |  |  | Sevilla | (0) 4  |
| Slovan Liberec        | 0              | 1              | 1              |  |                   |                    |                   |                   |                   |  |  |                   |                   |                   |                   |  |  |             |             |             |             |  |  | Benfica | (0) 2  |
| AZ Alkmaar            | 1              | 1              | 2              |  |                   | AZ Alkmaar         | 1                 | 0                 | 1                 |  |  |                   |                   |                   |                   |  |  |             |             |             |             |  |  |         |        |
| Anzhi Makhachkala     | 0              | 2              | 2              |  | Anzhi Makhachkala | 0                  | 0                 | 0                 |                   |  |  |                   |                   |                   |                   |  |  |             |             |             |             |  |  |         |        |
| Genk                  | 0              | 0              | 0              |  |                   |                    |                   |                   |                   |  |  | AZ                | 0                 | 0                 | 0                 |  |  |             |             |             |             |  |  |         |        |
| Dnipro Dnipropetrovsk | 1              | 1              | 2              |  |                   |                    |                   |                   |                   |  |  | Benfica           | 1                 | 2                 | 3                 |  |  |             |             |             |             |  |  |         |        |
| Tottenham Hotspur     | 0              | 3              | 3              |  |                   | Tottenham Hotspur  | 1                 | 2                 | 3                 |  |  |                   |                   |                   |                   |  |  |             |             |             |             |  |  |         |        |
| PAOK                  | 0              | 0              | 0              |  | Benfica           | 3                  | 2                 | 5                 |                   |  |  |                   |                   |                   |                   |  |  |             |             |             |             |  |  |         |        |
| Benfica               | 1              | 3              | 4              |  |                   |                    |                   |                   |                   |  |  |                   |                   |                   |                   |  |  | Benfica     | 2           | 0           | 2           |  |  |         |        |
| Chornomorets Odessa   | 0              | 0              | 0              |  |                   |                    |                   |                   |                   |  |  |                   |                   |                   |                   |  |  | Juventus    | 1           | 0           | 1           |  |  |         |        |
| Lyon                  | 0              | 1              | 1              |  |                   | Lyon               | 4                 | 1                 | 5                 |  |  |                   |                   |                   |                   |  |  |             |             |             |             |  |  |         |        |
| Viktoria Plzeň        | 1              | 2              | 3              |  | Viktoria Plzeň    | 1                  | 2                 | 3                 |                   |  |  |                   |                   |                   |                   |  |  |             |             |             |             |  |  |         |        |
| Shakhtar Donetsk      | 1              | 1              | 2              |  |                   |                    |                   |                   |                   |  |  | Lyon              | 0                 | 1                 | 1                 |  |  |             |             |             |             |  |  |         |        |
| Juventus              | 2              | 2              | 4              |  |                   |                    |                   |                   |                   |  |  | Juventus          | 1                 | 2                 | 3                 |  |  |             |             |             |             |  |  |         |        |
| Trabzonspor           | 0              | 0              | 0              |  |                   | Juventus           | 1                 | 1                 | 2                 |  |  |                   |                   |                   |                   |  |  |             |             |             |             |  |  |         |        |
| Esbjerg               | 1              | 1              | 2              |  | Fiorentina        | 1                  | 0                 | 1                 |                   |  |  |                   |                   |                   |                   |  |  |             |             |             |             |  |  |         |        |
| Fiorentina            | 3              | 1              | 4              |  |                   |                    |                   |                   |                   |  |  |                   |                   |                   |                   |  |  |             |             |             |             |  |  |         |        |

### 16-avos de final
| Equipe 1              | Total  | Equipe 2            | 1.º jogo | 2.º jogo |
| --------------------- | ------ | ------------------- | -------- | -------- |
| Slovan Liberec        | 1–2    | AZ Alkmaar          | 0-1      | 1-1      |
| Anzhi                 | 2–0    | Genk                | 0-0      | 2-0      |
| Lazio                 | 3–4    | Ludogorets Razgrad  | 0-1      | 3-3      |
| Dinamo Kiev           | 0–2    | Valência            | 0-2      | 0-0      |
| Porto                 | g.o5–5 | Eintracht Frankfurt | 2-2      | 3-3      |
| Swansea City          | 1–3    | Napoli              | 0-0      | 1-3      |
| Chornomorets Odessa   | 0–1    | Lyon                | 0-0      | 0-1      |
| Viktoria Plzeň        | 3–2    | Shakhtar Donetsk    | 1-1      | 2-1      |
| Maribor               | 3–4    | Sevilla             | 2-2      | 1-2      |
| Real Betis            | 3–1    | Rubin Kazan         | 1-1      | 2-0      |
| Dnipro Dnipropetrovsk | 2-3    | Tottenham Hotspur   | 1-0      | 1-3      |
| PAOK                  | 0–4    | SL Benfica          | 0-1      | 0-3      |
| Maccabi Tel Aviv FC   | 0-3    | Basel               | 0-0      | 0-3      |
| Ajax                  | 1-6    | Red Bull Salzburg   | 0-3      | 1-3      |
| Juventus              | 4-0    | Trabzonspor         | 2-0      | 2-0      |
| Esbjerg               | 2-4    | Fiorentina          | 1-3      | 1-1      |

### Oitavos de final
| Equipe 1           | Total       | Equipe 2          | 1.º jogo | 2.º jogo |
| ------------------ | ----------- | ----------------- | -------- | -------- |
| Porto              | 3 – 2       | Napoli            | 1-0      | 2-2      |
| Ludogorets Razgrad | 0 – 4       | Valência          | 0-3      | 0-1      |
| Basel              | 2 – 1       | Red Bull Salzburg | 0-0      | 2-1      |
| Juventus           | 2 – 1       | Fiorentina        | 1-1      | 1-0      |
| AZ Alkmaar         | 1 – 0       | Anzhi             | 1-0      | 0-0      |
| Lyon               | 5 – 3       | Viktoria Plzeň    | 4-1      | 1-2      |
| Sevilla            | 2–2 (4–3) p | Real Betis        | 0-2      | 2-0      |
| Tottenham Hotspur  | 3 – 5       | SL Benfica        | 1-3      | 2-2      |

### Quartos de final
O sorteio para esta fase ocorreu a 21 de março de 2014
| Equipe 1   | Total    | Equipe 2   | 1.º jogo | 2.º jogo |
| ---------- | -------- | ---------- | -------- | -------- |
| AZ Alkmaar | 0-3      | SL Benfica | 0-1      | 0-2      |
| Lyon       | 1–3      | Juventus   | 0-1      | 1-2      |
| Basel      | 3–5(pro) | Valência   | 3-0      | 0-5      |
| Porto      | 2-4      | Sevilla    | 1-0      | 1-4      |

### Meias finais
O sorteio para as meias finais e final (para determinar a equipa "anfitriã" por razões administrativas) ocorreu a 11 de abril de 2014.
| Equipe 1      | Total | Equipe 2 | 1.º jogo | 2.º jogo |
| ------------- | ----- | -------- | -------- | -------- |
| Sevilla (gf.) | 3-3   | Valencia | 2-0      | 1-3      |
| Juventus      | 1-2   | Benfica  | 1-2      | 0-0      |

### Final
| 14 de maio de 2014 | Sevilla | 0 - 0     | Benfica | Juventus Stadium, Turim  |
| 20:45 (CET)        |         | Relatório |         | Árbitro: GER Felix Brych |

|                         |       | Penalidades                 |  |
| Bacca Mbia Coke Gameiro | 4 - 2 | Lima Cardozo Rodrigo Luisão |  |

## Estatísticas
Gols e Assistências contabilizados a partir da fase de grupos, excluindo as fases de qualificação.
Nomes em negrito são de jogadores que continuam na competição.
| # | Nome               | Equipe            | Gols | Tempo Jogado |
| - | ------------------ | ----------------- | ---- | ------------ |
| 1 | Jonathan Soriano   | Red Bull Salzburg | 8    | 565'         |
| 2 | Paco Alcácer       | Valência          | 7    | 716'         |
| 3 | Roman Bezjak       | Ludogorets        | 6    | 576'         |
| 4 | Jermain Defoe      | Tottenham         | 5    | 360'         |
| 4 | Kevin Gameiro      | Sevilla           | 5    | 630'         |
| 4 | Olcan Adın         | Trabzonspor       | 5    | 720'         |
| 7 | Lima               | Benfica           | 4    | 281'         |
| 7 | Alexander Meier    | Frankfurt         | 4    | 348'         |
| 7 | Sergio Floccari    | Lazio             | 4    | 382'         |
| 7 | Terrence Boyd      | Rapid Viena       | 4    | 477'         |
| 7 | Andriy Yarmolenko  | Dinamo Kiev       | 4    | 610'         |
| 7 | Yevhen Konoplyanka | Dnipro            | 4    | 625'         |
| 7 | Alan               | Salzburgo         | 4    | 682'         |
| 7 | Sadio Mané         | Salzburgo         | 4    | 712'         |
| 7 | Carlos Bacca       | Sevilla           | 4    | 777'         |

| # | Jogador             | Equipe      | Assist. | Tempo Jogando |
| - | ------------------- | ----------- | ------- | ------------- |
| 1 | Bibras Natkho       | Rubin Kazan | 5       | 450'          |
| 1 | Kevin Kampl         | Salzburgo   | 5       | 768'          |
| 3 | Alan                | Salzburgo   | 4       | 682'          |
| 3 | Christian Eriksen   | Tottenham   | 4       | 454'          |
| 3 | Fabien Camus        | Genk        | 4       | 462'          |
| 3 | Tranquillo Barnetta | Frankfurt   | 4       | 497'          |
| 7 | Vitolo              | Sevilla     | 3       | 732'          |
| 7 | Eduardo Vargas      | Valência    | 3       | 690'          |
| 7 | Eduardo Salvio      | Benfica     | 3       | 358'          |
| 7 | Arnold Mvuemba      | Lyon        | 3       | 642'          |
| 7 | Nemanja Gudelj      | AZ Alkmaar  | 3       | 1070'         |
| 7 | Sebastian Giovinco  | Juventus    | 3       | 251'          |
| 7 | Steed Malbranque    | Lyon        | 3       | 649'          |
| 7 | Alberto Moreno      | Sevilla     | 3       | 695'          |
| 7 | João Pereira        | Valência    | 3       | 976'          |

## Ligações Externas
- «Site Oficial»